# 普拉姆菲爾德 (伊利諾伊州)
普拉姆菲爾德（英語：Plumfield）是位於美國伊利諾伊州富蘭克林縣的一個非建制地區。該地的面積和人口皆未知。

## 地理
普拉姆菲爾德的座標為37°53′29″N 89°00′24″W / 37.89139°N 89.00667°W，而該地的平均海拔高度為122米（即400英尺）。